# Wieża zapomnienia
Wieża zapomnienia – powieść historyczna Sławomira Siereckiego wydana w 1986 roku.

## Opis fabuły
Powieść dotyczy dziejów IV wyprawy krzyżowej, która zakończyła się zdobyciem i złupieniem Konstantynopola w 1204. Fabuła skupia się na losach Baldwina I cesarza łacińskiego wziętego do niewoli w 1205 przez bułgarskiego cara Kałojana. 